# Bundestagswahlkreis Bergstraße
Der Wahlkreis Bergstraße (Wahlkreis 187, bis zur Bundestagswahl 2021 Wahlkreis 188) ist ein Bundestagswahlkreis in Hessen. Der Wahlkreis umfasst den Landkreis Bergstraße.

## Wahlkreisgeschichte
| Wahl      | Wahlkreisname  | Gebiet                                                             |
| --------- | -------------- | ------------------------------------------------------------------ |
| 1949      | 22 Bergstraße  | Landkreis Bergstraße                                               |
| 1953–1961 | 147 Bergstraße | Landkreis Bergstraße                                               |
| 1965–1972 | 147 Bergstraße | Landkreis Bergstraße, vom Landkreis Erbach die Gemeinde Rothenberg |
| 1976      | 147 Bergstraße | Landkreis Bergstraße                                               |
| 1980–1998 | 145 Bergstraße | Landkreis Bergstraße                                               |
| 2002–2005 | 189 Bergstraße | Landkreis Bergstraße                                               |
| seit 2009 | 188 Bergstraße | Landkreis Bergstraße                                               |

## Wahlkreisabgeordnete
| Wahl | Abgeordneter | Abgeordneter          | Partei | Stimmen in % |
| ---- | ------------ | --------------------- | ------ | ------------ |
| 1949 |              | Heinrich von Brentano | CDU    |              |
| 1953 |              | Heinrich von Brentano | CDU    |              |
| 1957 | 50,6         | Heinrich von Brentano | CDU    |              |
| 1961 | 45,1         | Heinrich von Brentano | CDU    |              |
| 1965 |              | Carl Otto Lenz        | CDU    | 46,9         |
| 1969 |              | Wolfgang Schwabe      | SPD    | 46,0         |
| 1972 | 51,6         | Wolfgang Schwabe      | SPD    |              |
| 1976 |              | Carl Otto Lenz        | CDU    | 48,5         |
| 1980 |              | Klaus Kübler          | SPD    | 47,3         |
| 1983 |              | Carl Otto Lenz        | CDU    |              |
| 1987 |              | Franz-Hermann Kappes  | CDU    |              |
| 1990 |              | Franz-Hermann Kappes  | CDU    |              |
| 1994 |              | Michael Meister       | CDU    | 46,7         |
| 1998 |              | Christine Lambrecht   | SPD    | 45,4         |
| 2002 | 45,3         | Christine Lambrecht   | SPD    |              |
| 2005 |              | Michael Meister       | CDU    | 44,4         |
| 2009 | 44,4         | Michael Meister       | CDU    |              |
| 2013 | 48,3         | Michael Meister       | CDU    |              |
| 2017 | 38,9         | Michael Meister       | CDU    |              |
| 2021 | 30,5         | Michael Meister       | CDU    |              |
| 2025 | 36,3         | Michael Meister       | CDU    |              |

## Wahlergebnisse

### Bundestagswahl 2025
| Kandidaten                                            | Kandidaten                           | Parteien/Listen     | Erststimmen | Erststimmen | Zweitstimmen | Zweitstimmen |
| Kandidaten                                            | Kandidaten                           | Parteien/Listen     | Stimmen     | %           | Stimmen      | %            |
| ----------------------------------------------------- | ------------------------------------ | ------------------- | ----------- | ----------- | ------------ | ------------ |
|                                                       | Sven Wingerter                       | SPD                 | 34.229      | 21,0        | 28.439       | 17,4         |
|                                                       | Michael Günther Meistergewählt im WK | CDU                 | 59.212      | 36,3        | 51.097       | 31,2         |
|                                                       | Evelyn Berg                          | GRÜNE               | 14.917      | 9,1         | 18.345       | 11,2         |
|                                                       | Till Berthold Mansmann               | FDP                 | 6.289       | 3,9         | 8.475        | 5,2          |
|                                                       | Thomas Norbert Fetsch                | AfD                 | 33.330      | 20,4        | 32.973       | 20,1         |
|                                                       | Bruno Schwarz                        | Die Linke           | 8.813       | 5,4         | 9.970        | 6,1          |
|                                                       | Alfred Willi Münch                   | FREIE WÄHLER        | 3.651       | 2,2         | 2.060        | 1,3          |
|                                                       | –                                    | Tierschutzpartei    | –           | –           | 2.477        | 1,5          |
|                                                       | –                                    | Die PARTEI          | –           | –           | 836          | 0,5          |
|                                                       | Benedikt Christian Eikmanns          | Volt                | 2.767       | 1,7         | 1.503        | 0,9          |
|                                                       | –                                    | PdH                 | –           | –           | 139          | 0,1          |
|                                                       | –                                    | MLPD                | –           | –           | 49           | 0,0          |
|                                                       | –                                    | BÜNDNIS DEUTSCHLAND | –           | –           | 273          | 0,2          |
|                                                       | –                                    | BSW                 | –           | –           | 7.013        | 4,3          |
| Gesamt                                                | Gesamt                               | Gesamt              | 163.208     | 100         | 163.649      | 100          |
|                                                       |                                      |                     |             |             |              |              |
| Ungültige Stimmen                                     | Ungültige Stimmen                    | Ungültige Stimmen   | 1.705       | 1,0         | 1.264        | 0,8          |
| Wähler                                                | Wähler                               | Wähler              | 164.913     | 84,4        | 164.913      | 84,4         |
| Wahlberechtigte                                       | Wahlberechtigte                      | Wahlberechtigte     | 195.418     |             | 195.418      |              |
|                                                       |                                      |                     |             |             |              |              |
| Quellen: Die Bundeswahlleiterin, Kandidaten – Stimmen |                                      |                     |             |             |              |              |

### Bundestagswahl 2021
Die Bundestagswahl 2021 fand am Sonntag, den 26. September, statt. In Hessen hatten sich 25 Parteien mit ihrer Landesliste beworben. Die APPD wurde vom Bundeswahlausschuss nicht als Partei anerkannt. Die SGP wurde vom Landeswahlausschuss zurückgewiesen, da nicht die erforderlichen fünfhundert Unterschriften zur Unterstützung vorgelegt wurden. Somit bewerben sich 23 Parteien mit ihren Landeslisten in Hessen. Auf den Landeslisten kandidierten insgesamt 447 Bewerber, davon etwas mehr als ein Drittel (156) Frauen.
| Kandidaten                                            | Kandidaten                   | Parteien/Listen      | Erststimmen | Erststimmen | Zweitstimmen | Zweitstimmen |
| Kandidaten                                            | Kandidaten                   | Parteien/Listen      | Stimmen     | %           | Stimmen      | %            |
| ----------------------------------------------------- | ---------------------------- | -------------------- | ----------- | ----------- | ------------ | ------------ |
|                                                       | Michael Meistergewählt im WK | CDU                  | 46.125      | 30,5        | 37.064       | 24,5         |
|                                                       | Sven Wingerter               | SPD                  | 41.124      | 27,2        | 41.124       | 27,2         |
|                                                       | Thomas Fetsch                | AfD                  | 14.351      | 9,5         | 14.377       | 9,5          |
|                                                       | Till Mansmann                | FDP                  | 16.175      | 10,7        | 20.432       | 13,5         |
|                                                       | Moritz Müller                | GRÜNE                | 20.955      | 13,9        | 21.457       | 14,2         |
|                                                       | Sascha Bahl                  | DIE LINKE            | 4.149       | 2,7         | 4.629        | 3,1          |
|                                                       | –                            | Tierschutzpartei     | –           | –           | 3.029        | 2,0          |
|                                                       | –                            | Die PARTEI           | –           | –           | 1.221        | 0,8          |
|                                                       | Kerstin Buchner              | FREIE WÄHLER         | 4.287       | 2,8         | 2.723        | 1,8          |
|                                                       | –                            | PIRATEN              | –           | –           | 617          | 0,4          |
|                                                       | –                            | NPD                  | –           | –           | 237          | 0,2          |
|                                                       | –                            | ÖDP                  | –           | –           | 151          | 0,1          |
|                                                       | –                            | V-Partei³            | –           | –           | 145          | 0,1          |
|                                                       | –                            | MLPD                 | –           | –           | 18           | 0,0          |
|                                                       | –                            | DKP                  | –           | –           | 33           | 0,0          |
|                                                       | Ina Rodewald                 | dieBasis             | 2.748       | 1,8         | 2.465        | 1,6          |
|                                                       | –                            | Bündnis C            | –           | –           | 176          | 0,1          |
|                                                       | –                            | BÜNDNIS21            | –           | –           | 63           | 0,0          |
|                                                       | –                            | LKR                  | –           | –           | 47           | 0,0          |
|                                                       | –                            | Die Humanisten       | –           | –           | 153          | 0,1          |
|                                                       | –                            | Gesundheitsforschung | –           | –           | 258          | 0,2          |
|                                                       | –                            | Team Todenhöfer      | –           | –           | 533          | 0,4          |
|                                                       | –                            | Volt                 | –           | –           | 491          | 0,3          |
|                                                       | Heike Grammbitter            | Einzelbewerberin a   | 385         | 0,3         | –            | –            |
|                                                       | Gabriele Ermen               | UNABHÄNGIGE          | 951         | 0,6         | –            | –            |
| Gesamt                                                | Gesamt                       | Gesamt               | 151.250     | 100         | 151.443      | 100          |
|                                                       |                              |                      |             |             |              |              |
| Ungültige Stimmen                                     | Ungültige Stimmen            | Ungültige Stimmen    | 1.926       | 1,3         | 1.733        | 1,1          |
| Wähler                                                | Wähler                       | Wähler               | 153.176     | 77,4        | 153.176      | 77,4         |
| Wahlberechtigte                                       | Wahlberechtigte              | Wahlberechtigte      | 197.782     |             | 197.782      |              |
|                                                       |                              |                      |             |             |              |              |
| Quellen: Die Bundeswahlleiterin, Kandidaten – Stimmen |                              |                      |             |             |              |              |

### Bundestagswahl 2017
| Kandidaten                                            | Kandidaten                   | Parteien/Listen   | Erststimmen | Erststimmen | Zweitstimmen | Zweitstimmen |
| Kandidaten                                            | Kandidaten                   | Parteien/Listen   | Stimmen     | %           | Stimmen      | %            |
| ----------------------------------------------------- | ---------------------------- | ----------------- | ----------- | ----------- | ------------ | ------------ |
|                                                       | Michael Meistergewählt im WK | CDU               | 59.781      | 38,9        | 51.088       | 33,2         |
|                                                       | Christine Lambrecht          | SPD               | 41.408      | 26,9        | 34.435       | 22,3         |
|                                                       | Moritz Müller                | GRÜNE             | 11.747      | 7,6         | 13.595       | 8,8          |
|                                                       | Sascha Bahl                  | DIE LINKE         | 8.511       | 5,5         | 10.197       | 6,6          |
|                                                       | Rolf Kahnt                   | AfD               | 19.153      | 12,5        | 19.923       | 12,9         |
|                                                       | Till Mansmann                | FDP               | 11.711      | 7,6         | 18.196       | 11,8         |
|                                                       | –                            | PIRATEN           | –           | –           | 688          | 0,4          |
|                                                       | –                            | NPD               | –           | –           | 545          | 0,4          |
|                                                       | –                            | FREIE WÄHLER      | –           | –           | 1.227        | 0,8          |
|                                                       | –                            | Die PARTEI        | –           | –           | 1.261        | 0,8          |
|                                                       | –                            | Büso              | –           | –           | 48           | 0,0          |
|                                                       | –                            | MLPD              | –           | –           | 57           | 0,0          |
|                                                       | –                            | BGE               | –           | –           | 243          | 0,2          |
|                                                       | –                            | DKP               | –           | –           | 27           | 0,0          |
|                                                       | –                            | DM                | –           | –           | 298          | 0,2          |
|                                                       | –                            | ÖDP               | –           | –           | 254          | 0,2          |
|                                                       | –                            | Tierschutzpartei  | –           | –           | 1.793        | 1,2          |
|                                                       | –                            | V-Partei³         | –           | –           | 219          | 0,1          |
|                                                       | Sebastian Bucher             | Einzelbewerber    | 904         | 0,6         | –            | –            |
|                                                       | Martin Polivka               | Einzelbewerber    | 524         | 0,3         | –            | –            |
| Gesamt                                                | Gesamt                       | Gesamt            | 153.739     | 100         | 154.094      | 100          |
|                                                       |                              |                   |             |             |              |              |
| Ungültige Stimmen                                     | Ungültige Stimmen            | Ungültige Stimmen | 2.343       | 1,5         | 1.988        | 1,3          |
| Wähler                                                | Wähler                       | Wähler            | 156.082     | 78,7        | 156.082      | 78,7         |
| Wahlberechtigte                                       | Wahlberechtigte              | Wahlberechtigte   | 198.418     |             | 198.418      |              |
|                                                       |                              |                   |             |             |              |              |
| Quellen: Die Bundeswahlleiterin, Kandidaten – Stimmen |                              |                   |             |             |              |              |

### Bundestagswahl 2013
Die Bundestagswahl 2013 fand am Sonntag, dem 22. September, zusammen mit der Landtagswahl in Hessen 2013, statt. In Hessen hatten sich 16 Parteien um einen Listenplatz beworben. Die ÖDP hatte ihre Liste zurückgezogen. Somit standen 15 Parteien landesweit zur Wahl.
Die zugelassenen Landeslisten sind in der Reihenfolge aufgelistet, wie sie auf dem Stimmzettel aufgeführt werden.
| Kandidaten                                            | Kandidaten                   | Parteien/Listen   | Erststimmen | Erststimmen | Zweitstimmen | Zweitstimmen |
| Kandidaten                                            | Kandidaten                   | Parteien/Listen   | Stimmen     | %           | Stimmen      | %            |
| ----------------------------------------------------- | ---------------------------- | ----------------- | ----------- | ----------- | ------------ | ------------ |
|                                                       | Michael Meistergewählt im WK | CDU               | 70.131      | 48,3        | 61.337       | 42,4         |
|                                                       | Christine Lambrecht          | SPD               | 46.099      | 31,8        | 39.838       | 27,6         |
|                                                       | Till Berthold Mansmann       | FDP               | 2.795       | 1,9         | 7.975        | 5,5          |
|                                                       | Uwe Pfenning                 | GRÜNE             | 8.222       | 5,7         | 12.520       | 8,7          |
|                                                       | Bruno Schwarz                | DIE LINKE         | 5.730       | 3,9         | 7.025        | 4,9          |
|                                                       | Arne Pfeilsticker            | PIRATEN           | 2.779       | 1,9         | 2.951        | 2,0          |
|                                                       | Jens Schäfer                 | NPD               | 1.635       | 1,1         | 1.589        | 1,1          |
|                                                       | –                            | REP               | –           | –           | 617          | 0,4          |
|                                                       | –                            | BüSo              | –           | –           | 67           | 0,0          |
|                                                       | –                            | MLPD              | –           | –           | 32           | 0,0          |
|                                                       | Tim Wiemer                   | AfD               | 6.129       | 4,2         | 8.134        | 5,6          |
|                                                       | –                            | pro Deutschland   | –           | –           | 182          | 0,1          |
|                                                       | Volker Gallandi              | Freie Wähler      | 1.609       | 1,1         | 1.602        | 1,1          |
|                                                       | –                            | Die PARTEI        | –           | –           | 628          | 0,4          |
|                                                       | –                            | PSG               | –           | –           | 62           | 0,0          |
| Gesamt                                                | Gesamt                       | Gesamt            | 145.129     | 100         | 144.559      | 100          |
|                                                       |                              |                   |             |             |              |              |
| Ungültige Stimmen                                     | Ungültige Stimmen            | Ungültige Stimmen | 3.252       | 2,2         | 3.822        | 2,6          |
| Wähler                                                | Wähler                       | Wähler            | 148.381     | 74,3        | 148.381      | 74,3         |
| Wahlberechtigte                                       | Wahlberechtigte              | Wahlberechtigte   | 199.685     |             | 199.685      |              |
|                                                       |                              |                   |             |             |              |              |
| Quellen: Die Bundeswahlleiterin, Kandidaten – Stimmen |                              |                   |             |             |              |              |

### Bundestagswahl 2009
| Kandidaten                                          | Kandidaten                   | Parteien/Listen      | Erststimmen | Erststimmen | Zweitstimmen | Zweitstimmen |
| Kandidaten                                          | Kandidaten                   | Parteien/Listen      | Stimmen     | %           | Stimmen      | %            |
| --------------------------------------------------- | ---------------------------- | -------------------- | ----------- | ----------- | ------------ | ------------ |
|                                                     | Christine Lambrecht          | SPD                  | 44.903      | 30,9        | 35.748       | 24,6         |
|                                                     | Michael Meistergewählt im WK | CDU                  | 64.472      | 44,4        | 50.275       | 34,5         |
|                                                     | Benjamin Kramer              | FDP                  | 12.966      | 8,9         | 25.219       | 17,3         |
|                                                     | Christian Gerber             | GRÜNE                | 11.296      | 7,8         | 15.683       | 10,8         |
|                                                     | Harry Siegert                | DIE LINKE            | 9.171       | 6,3         | 10.891       | 7,5          |
|                                                     | Edna Windecker               | NPD                  | 2.365       | 1,6         | 1.607        | 1,1          |
|                                                     | –                            | REP                  | –           | –           | 1.458        | 1,0          |
|                                                     | –                            | Die Tierschutzpartei | –           | –           | 1.618        | 1,1          |
|                                                     | –                            | BüSo                 | –           | –           | 165          | 0,1          |
|                                                     | –                            | MLPD                 | –           | –           | 41           | 0,0          |
|                                                     | –                            | DVU                  | –           | –           | 113          | 0,1          |
|                                                     | –                            | PIRATEN              | –           | –           | 2.782        | 1,9          |
| Gesamt                                              | Gesamt                       | Gesamt               | 145.173     | 100         | 145.600      | 100          |
|                                                     |                              |                      |             |             |              |              |
| Ungültige Stimmen                                   | Ungültige Stimmen            | Ungültige Stimmen    | 3.135       | 2,1         | 2.708        | 1,8          |
| Wähler                                              | Wähler                       | Wähler               | 148.308     | 74,3        | 148.308      | 74,3         |
| Wahlberechtigte                                     | Wahlberechtigte              | Wahlberechtigte      | 199.708     |             | 199.708      |              |
|                                                     |                              |                      |             |             |              |              |
| Quellen: Der Bundeswahlleiter, Kandidaten – Stimmen |                              |                      |             |             |              |              |

Christine Lambrecht ist über die Landesliste der SPD in den Bundestag eingezogen.

### Bundestagswahl 2005
| Kandidaten                                          | Kandidaten                   | Parteien/Listen      | Erststimmen | Erststimmen | Zweitstimmen | Zweitstimmen |
| Kandidaten                                          | Kandidaten                   | Parteien/Listen      | Stimmen     | %           | Stimmen      | %            |
| --------------------------------------------------- | ---------------------------- | -------------------- | ----------- | ----------- | ------------ | ------------ |
|                                                     | Christine Lambrecht          | SPD                  | 64.837      | 41,8        | 54.838       | 35,3         |
|                                                     | Michael Meistergewählt im WK | CDU                  | 68.835      | 44,4        | 56.712       | 36,5         |
|                                                     | Dennis Grieser               | GRÜNE                | 5.946       | 3,8         | 13.411       | 8,6          |
|                                                     | Benjamin Kramer              | FDP                  | 5.953       | 3,8         | 17.323       | 11,2         |
|                                                     | Jürgen Jojade                | Die Linke.           | 5.177       | 3,3         | 6.617        | 4,3          |
|                                                     | –                            | REP                  | –           | –           | 1.773        | 1,1          |
|                                                     | –                            | Die Tierschutzpartei | –           | –           | 1.457        | 0,9          |
|                                                     | Wolf-Jürgen Zeuner           | NPD                  | 2.541       | 1,6         | 1.961        | 1,3          |
|                                                     | –                            | GRAUE                | –           | –           | 720          | 0,5          |
|                                                     | –                            | BüSo                 | –           | –           | 126          | 0,1          |
|                                                     | –                            | MLPD                 | –           | –           | 65           | 0,0          |
|                                                     | –                            | PSG                  | –           | –           | 222          | 0,1          |
|                                                     | Werner Kruck                 | FAMILIE              | 1.857       | 1,2         | –            | –            |
| Gesamt                                              | Gesamt                       | Gesamt               | 155.146     | 100         | 155.225      | 100          |
|                                                     |                              |                      |             |             |              |              |
| Ungültige Stimmen                                   | Ungültige Stimmen            | Ungültige Stimmen    | 2.948       | 1,9         | 2.869        | 1,8          |
| Wähler                                              | Wähler                       | Wähler               | 158.094     | 79,4        | 158.094      | 79,4         |
| Wahlberechtigte                                     | Wahlberechtigte              | Wahlberechtigte      | 199.215     |             | 199.215      |              |
|                                                     |                              |                      |             |             |              |              |
| Quellen: Der Bundeswahlleiter, Kandidaten – Stimmen |                              |                      |             |             |              |              |

Christine Lambrecht ist über die Landesliste der SPD in den Bundestag eingezogen.

### Bundestagswahl 2002
| Kandidaten                                                           | Kandidaten                       | Parteien/Listen   | Erststimmen | Erststimmen | Zweitstimmen | Zweitstimmen |
| Kandidaten                                                           | Kandidaten                       | Parteien/Listen   | Stimmen     | %           | Stimmen      | %            |
| -------------------------------------------------------------------- | -------------------------------- | ----------------- | ----------- | ----------- | ------------ | ------------ |
|                                                                      | Christine Lambrechtgewählt im WK | SPD               | 70.393      | 45,3        | 61.830       | 39,7         |
|                                                                      | Michael Meister                  | CDU               | 67.537      | 43,4        | 61.007       | 39,2         |
|                                                                      | Ralf Löffler                     | GRÜNE             | 6.464       | 4,2         | 14.374       | 9,2          |
|                                                                      | Benjamin Kramer                  | FDP               | 6.762       | 4,3         | 12.345       | 7,9          |
|                                                                      | –                                | REP               | –           | –           | 1.534        | 1,0          |
|                                                                      | Harry Siegert                    | PDS               | 1.233       | 0,8         | 1.434        | 0,9          |
|                                                                      | Jürgen Gerlach                   | Tierschutz        | 1.968       | 1,3         | 1.172        | 0,8          |
|                                                                      | –                                | NPD               | –           | –           | 368          | 0,2          |
|                                                                      | Iris Volk                        | GRAUE             | 710         | 0,5         | 393          | 0,3          |
|                                                                      | –                                | PBC               | –           | –           | 371          | 0,2          |
|                                                                      | –                                | CM                | –           | –           | 119          | 0,1          |
|                                                                      | –                                | ödp               | –           | –           | 96           | 0,1          |
|                                                                      | –                                | BüSo              | –           | –           | 58           | 0,0          |
|                                                                      | –                                | Schill            | –           | –           | 693          | 0,4          |
|                                                                      | Stefan Winter                    | Einzelbewerber    | 432         | 0,3         | –            | –            |
| Gesamt                                                               | Gesamt                           | Gesamt            | 155.499     | 100         | 155.794      | 100          |
|                                                                      |                                  |                   |             |             |              |              |
| Ungültige Stimmen                                                    | Ungültige Stimmen                | Ungültige Stimmen | 3.416       | 2,1         | 3.121        | 2,0          |
| Wähler                                                               | Wähler                           | Wähler            | 158.915     | 80,8        | 158.915      | 80,8         |
| Wahlberechtigte                                                      | Wahlberechtigte                  | Wahlberechtigte   | 196.599     |             | 196.599      |              |
|                                                                      |                                  |                   |             |             |              |              |
| Quellen: Der Bundeswahlleiter, Kandidaten – Stimmen ― Staatsanzeiger |                                  |                   |             |             |              |              |

### Bundestagswahl 1998
| Kandidaten                                                           | Kandidaten                       | Parteien/Listen     | Erststimmen | Erststimmen | Zweitstimmen | Zweitstimmen |
| Kandidaten                                                           | Kandidaten                       | Parteien/Listen     | Stimmen     | %           | Stimmen      | %            |
| -------------------------------------------------------------------- | -------------------------------- | ------------------- | ----------- | ----------- | ------------ | ------------ |
|                                                                      | Michael Meister                  | CDU                 | 70.781      | 43,9        | 60.533       | 37,3         |
|                                                                      | Christine Lambrechtgewählt im WK | SPD                 | 73.222      | 45,4        | 67.124       | 41,4         |
|                                                                      | Ralf Löffler                     | GRÜNE               | 6.587       | 4,1         | 10.796       | 6,7          |
|                                                                      | Horst Schorlemmer                | FDP                 | 3.490       | 2,2         | 11.813       | 7,3          |
|                                                                      | Matthias Röth                    | PDS                 | 1.500       | 0,9         | 1.674        | 1,0          |
|                                                                      | –                                | APPD                | –           | –           | 133          | 0,1          |
|                                                                      | –                                | BüSo                | –           | –           | 38           | 0,0          |
|                                                                      | –                                | BFB – Die Offensive | –           | –           | 334          | 0,2          |
|                                                                      | –                                | Chance 2000         | –           | –           | 112          | 0,1          |
|                                                                      | –                                | CM                  | –           | –           | 103          | 0,1          |
|                                                                      | –                                | DVU                 | –           | –           | 1.709        | 1,1          |
|                                                                      | Ingrid Müller                    | GRAUE               | 1.070       | 0,7         | 693          | 0,4          |
|                                                                      | Ralf Schiffauer                  | REP                 | 4.733       | 2,9         | 4.497        | 2,8          |
|                                                                      | –                                | DIE FRAUEN          | –           | –           | 127          | 0,1          |
|                                                                      | –                                | Pro DM              | –           | –           | 1.120        | 0,7          |
|                                                                      | –                                | Tierschutzpartei    | –           | –           | 782          | 0,5          |
|                                                                      | –                                | NPD                 | –           | –           | 219          | 0,1          |
|                                                                      | –                                | NATURGESETZ         | –           | –           | 121          | 0,1          |
|                                                                      | –                                | ödp                 | –           | –           | 97           | 0,1          |
|                                                                      | –                                | PBC                 | –           | –           | 158          | 0,1          |
|                                                                      | –                                | PSG                 | –           | –           | 23           | 0,0          |
| Gesamt                                                               | Gesamt                           | Gesamt              | 161.383     | 100         | 162.206      | 100          |
|                                                                      |                                  |                     |             |             |              |              |
| Ungültige Stimmen                                                    | Ungültige Stimmen                | Ungültige Stimmen   | 3.179       | 1,9         | 2.356        | 1,4          |
| Wähler                                                               | Wähler                           | Wähler              | 164.562     | 85,0        | 164.562      | 85,0         |
| Wahlberechtigte                                                      | Wahlberechtigte                  | Wahlberechtigte     | 193.655     |             | 193.655      |              |
|                                                                      |                                  |                     |             |             |              |              |
| Quellen: Der Bundeswahlleiter, Kandidaten – Stimmen ― Staatsanzeiger |                                  |                     |             |             |              |              |

### Bundestagswahl 1994
| Kandidaten                                              | Kandidaten                          | Parteien/Listen   | Erststimmen | Erststimmen | Zweitstimmen | Zweitstimmen |
| Kandidaten                                              | Kandidaten                          | Parteien/Listen   | Stimmen     | %           | Stimmen      | %            |
| ------------------------------------------------------- | ----------------------------------- | ----------------- | ----------- | ----------- | ------------ | ------------ |
|                                                         | Michael Meistergewählt im WK        | CDU               | 73.700      | 46,7        | 67.588       | 42,7         |
|                                                         | Klaus Kübler                        | SPD               | 63.983      | 40,5        | 58.152       | 36,8         |
|                                                         | Roland Maximilian Erich von Hunnius | FDP               | 4.268       | 2,7         | 12.046       | 7,6          |
|                                                         | Rainer Scheffler                    | GRÜNE             | 10.205      | 6,5         | 12.733       | 8,0          |
|                                                         | Alexander Noll                      | REP               | 4.421       | 2,8         | 4.478        | 2,8          |
|                                                         | –                                   | PDS               | –           | –           | 1.076        | 0,7          |
|                                                         | –                                   | Solidarität       | –           | –           | 78           | 0,0          |
|                                                         | Karl Heinz Hoffner                  | DIE GRAUEN        | 1.277       | 0,8         | 1.020        | 0,6          |
|                                                         | –                                   | NATURGESETZ       | –           | –           | 354          | 0,2          |
|                                                         | –                                   | MLPD              | –           | –           | 34           | 0,0          |
|                                                         | –                                   | ÖDP               | –           | –           | 268          | 0,2          |
|                                                         | –                                   | PBC               | –           | –           | 376          | 0,2          |
| Gesamt                                                  | Gesamt                              | Gesamt            | 157.854     | 100         | 158.203      | 100          |
|                                                         |                                     |                   |             |             |              |              |
| Ungültige Stimmen                                       | Ungültige Stimmen                   | Ungültige Stimmen | 2.669       | 1,7         | 2.320        | 1,4          |
| Wähler                                                  | Wähler                              | Wähler            | 160.523     | 83,1        | 160.523      | 83,1         |
| Wahlberechtigte                                         | Wahlberechtigte                     | Wahlberechtigte   | 193.117     |             | 193.117      |              |
|                                                         |                                     |                   |             |             |              |              |
| Quellen: Der Bundeswahlleiter, Stimmen ― Staatsanzeiger |                                     |                   |             |             |              |              |

### Bundestagswahl 1980
| Kandidaten              | Kandidaten                | Parteien/Listen   | Erststimmen | Erststimmen | Zweitstimmen | Zweitstimmen |
| Kandidaten              | Kandidaten                | Parteien/Listen   | Stimmen     | %           | Stimmen      | %            |
| ----------------------- | ------------------------- | ----------------- | ----------- | ----------- | ------------ | ------------ |
|                         | Klaus Küblergewählt im WK | SPD               | 74.323      | 47,3        | 71.224       | 45,2         |
|                         | Carl Otto Lenz            | CDU               | 70.540      | 44,9        | 67.851       | 43,1         |
|                         | Peter Widow               | FDP               | 8.828       | 5,6         | 15.246       | 9,7          |
|                         | Horst Riegert             | DKP               | 305         | 0,2         | 238          | 0,2          |
|                         | Gerd Richter              | GRÜNE             | 2.962       | 1,9         | 2.337        | 1,5          |
|                         | Michael Stalla            | EAP               | 81          | 0,1         | 57           | 0,0          |
|                         | Werner Fröhlich           | KBW               | 65          | 0,0         | 51           | 0,0          |
|                         | –                         | NPD               | –           | –           | 382          | 0,2          |
|                         | Norbert Taufertshöfer     | V                 | 109         | 0,1         | 59           | 0,0          |
| Gesamt                  | Gesamt                    | Gesamt            | 157.213     | 100         | 157.445      | 100          |
|                         |                           |                   |             |             |              |              |
| Ungültige Stimmen       | Ungültige Stimmen         | Ungültige Stimmen | 1.905       | 1,2         | 1.673        | 1,1          |
| Wähler                  | Wähler                    | Wähler            | 159.118     | 90,7        | 159.118      | 90,7         |
| Wahlberechtigte         | Wahlberechtigte           | Wahlberechtigte   | 175.504     |             | 175.504      |              |
|                         |                           |                   |             |             |              |              |
| Quellen: Staatsanzeiger |                           |                   |             |             |              |              |

### Bundestagswahl 1976
| Kandidaten              | Kandidaten                  | Parteien/Listen   | Erststimmen | Erststimmen | Zweitstimmen | Zweitstimmen |
| Kandidaten              | Kandidaten                  | Parteien/Listen   | Stimmen     | %           | Stimmen      | %            |
| ----------------------- | --------------------------- | ----------------- | ----------- | ----------- | ------------ | ------------ |
|                         | Wolfgang Schwabe            | SPD               | 69.976      | 45,6        | 67.871       | 44,2         |
|                         | Carl Otto Lenzgewählt im WK | CDU               | 74.470      | 48,5        | 73.395       | 47,8         |
|                         | Otto Rudolf Pulch           | FDP               | 7.489       | 4,9         | 10.931       | 7,1          |
|                         | –                           | AUD               | –           | –           | 47           | 0,0          |
|                         | –                           | AVP               | –           | –           | 15           | 0,0          |
|                         | Horst Riegert               | DKP               | 619         | 0,4         | 504          | 0,3          |
|                         | –                           | EAP               | –           | –           | 25           | 0,0          |
|                         | –                           | KPD               | –           | –           | 41           | 0,0          |
|                         | Ulrich Badura               | KBW               | 190         | 0,1         | 124          | 0,1          |
|                         | Ludwig Schneider            | NPD               | 692         | 0,5         | 624          | 0,4          |
| Gesamt                  | Gesamt                      | Gesamt            | 153.436     | 100         | 153.577      | 100          |
|                         |                             |                   |             |             |              |              |
| Ungültige Stimmen       | Ungültige Stimmen           | Ungültige Stimmen | 1.505       | 1,0         | 1.364        | 0,9          |
| Wähler                  | Wähler                      | Wähler            | 154.941     | 92,9        | 154.941      | 92,9         |
| Wahlberechtigte         | Wahlberechtigte             | Wahlberechtigte   | 166.851     |             | 166.851      |              |
|                         |                             |                   |             |             |              |              |
| Quellen: Staatsanzeiger |                             |                   |             |             |              |              |

### Bundestagswahl 1972
| Kandidaten              | Kandidaten                    | Parteien/Listen   | Erststimmen | Erststimmen | Zweitstimmen | Zweitstimmen |
| Kandidaten              | Kandidaten                    | Parteien/Listen   | Stimmen     | %           | Stimmen      | %            |
| ----------------------- | ----------------------------- | ----------------- | ----------- | ----------- | ------------ | ------------ |
|                         | Wolfgang Schwabegewählt im WK | SPD               | 76.265      | 51,6        | 69.577       | 47,0         |
|                         | Carl Otto Lenz                | CDU               | 65.766      | 44,5        | 65.196       | 44,0         |
|                         | Otto Rudolf Pulch             | FDP               | 4.541       | 3,1         | 11.853       | 8,0          |
|                         | Horst Riegert                 | DKP               | 513         | 0,3         | 485          | 0,3          |
|                         | –                             | EFP               | –           | –           | 104          | 0,1          |
|                         | Eva-Maria von Wolzogen        | NPD               | 785         | 0,5         | 951          | 0,6          |
| Gesamt                  | Gesamt                        | Gesamt            | 147.870     | 100         | 148.166      | 100          |
|                         |                               |                   |             |             |              |              |
| Ungültige Stimmen       | Ungültige Stimmen             | Ungültige Stimmen | 1.598       | 1,1         | 1.302        | 0,9          |
| Wähler                  | Wähler                        | Wähler            | 149.468     | 92,7        | 149.468      | 92,7         |
| Wahlberechtigte         | Wahlberechtigte               | Wahlberechtigte   | 161.271     |             | 161.271      |              |
|                         |                               |                   |             |             |              |              |
| Quellen: Staatsanzeiger |                               |                   |             |             |              |              |

### Bundestagswahl 1969
| Kandidaten              | Kandidaten                    | Parteien/Listen   | Erststimmen | Erststimmen | Zweitstimmen | Zweitstimmen |
| Kandidaten              | Kandidaten                    | Parteien/Listen   | Stimmen     | %           | Stimmen      | %            |
| ----------------------- | ----------------------------- | ----------------- | ----------- | ----------- | ------------ | ------------ |
|                         | Wolfgang Schwabegewählt im WK | SPD               | 57.769      | 46,0        | 56.000       | 44,2         |
|                         | Carl Otto Lenz                | CDU               | 57.753      | 46,0        | 57.373       | 45,2         |
|                         | Hans Swyter                   | FDP               | 4.373       | 3,5         | 5.907        | 4,7          |
|                         | Godwin Kunkel                 | ADF               | 885         | 0,7         | 843          | 0,7          |
|                         | –                             | EP                | –           | –           | 164          | 0,1          |
|                         | –                             | GPD               | –           | –           | 755          | 0,6          |
|                         | Anton Jatsch                  | NPD               | 4.739       | 3,8         | 5.788        | 4,6          |
| Gesamt                  | Gesamt                        | Gesamt            | 125.519     | 100         | 126.830      | 100          |
|                         |                               |                   |             |             |              |              |
| Ungültige Stimmen       | Ungültige Stimmen             | Ungültige Stimmen | 3.762       | 2,9         | 2.451        | 1,9          |
| Wähler                  | Wähler                        | Wähler            | 129.281     | 89,6        | 129.281      | 89,6         |
| Wahlberechtigte         | Wahlberechtigte               | Wahlberechtigte   | 144.272     |             | 144.272      |              |
|                         |                               |                   |             |             |              |              |
| Quellen: Staatsanzeiger |                               |                   |             |             |              |              |

### Bundestagswahl 1965
| Kandidaten              | Kandidaten                  | Parteien/Listen   | Erststimmen | Erststimmen | Zweitstimmen | Zweitstimmen |
| Kandidaten              | Kandidaten                  | Parteien/Listen   | Stimmen     | %           | Stimmen      | %            |
| ----------------------- | --------------------------- | ----------------- | ----------- | ----------- | ------------ | ------------ |
|                         | Wolfgang Schwabe            | SPD               | 50.027      | 43,2        | 49.757       | 41,8         |
|                         | Carl Otto Lenzgewählt im WK | CDU               | 54.267      | 46,9        | 55.006       | 46,2         |
|                         | Joachim P Cleinow           | FDP               | 7.339       | 6,3         | 9.544        | 8,0          |
|                         | –                           | AUD               | –           | –           | 120          | 0,1          |
|                         | Ludwig Meyer                | DFU               | 1.711       | 1,5         | 1.937        | 1,6          |
|                         | Klaus F. Schmidt            | NPD               | 2.393       | 2,1         | 2.781        | 2,3          |
| Gesamt                  | Gesamt                      | Gesamt            | 115.737     | 100         | 119.145      | 100          |
|                         |                             |                   |             |             |              |              |
| Ungültige Stimmen       | Ungültige Stimmen           | Ungültige Stimmen | 6.213       | 5,1         | 2.805        | 2,3          |
| Wähler                  | Wähler                      | Wähler            | 121.950     | 89,2        | 121.950      | 89,2         |
| Wahlberechtigte         | Wahlberechtigte             | Wahlberechtigte   | 136.642     |             | 136.642      |              |
|                         |                             |                   |             |             |              |              |
| Quellen: Staatsanzeiger |                             |                   |             |             |              |              |

### Bundestagswahl 1961
| Kandidaten              | Kandidaten                         | Parteien/Listen   | Erststimmen | Erststimmen | Zweitstimmen | Zweitstimmen |
| Kandidaten              | Kandidaten                         | Parteien/Listen   | Stimmen     | %           | Stimmen      | %            |
| ----------------------- | ---------------------------------- | ----------------- | ----------- | ----------- | ------------ | ------------ |
|                         | Heinrich von Brentanogewählt im WK | CDU               | 50.165      | 45,1        | 48.302       | 44,2         |
|                         | Wolfgang Schwabe                   | SPD               | 43.158      | 38,8        | 42.181       | 38,6         |
|                         | Karl Keilmann                      | FDP               | 10.369      | 9,3         | 10.722       | 9,8          |
|                         | Josef Kasper                       | GDP (DP-BHE)      | 4.686       | 4,2         | 4.788        | 4,4          |
|                         | Ludwig Meyer                       | DFU               | 2.800       | 2,5         | 2.929        | 2,7          |
|                         | –                                  | DRP               | –           | –           | 470          | 0,4          |
| Gesamt                  | Gesamt                             | Gesamt            | 111.178     | 100         | 109.392      | 100          |
|                         |                                    |                   |             |             |              |              |
| Ungültige Stimmen       | Ungültige Stimmen                  | Ungültige Stimmen | 3.985       | 3,5         | 5.771        | 5,0          |
| Wähler                  | Wähler                             | Wähler            | 115.163     | 90,4        | 115.163      | 90,4         |
| Wahlberechtigte         | Wahlberechtigte                    | Wahlberechtigte   | 127.395     |             | 127.395      |              |
|                         |                                    |                   |             |             |              |              |
| Quellen: Staatsanzeiger |                                    |                   |             |             |              |              |

### Bundestagswahl 1957
| Kandidaten              | Kandidaten                         | Parteien/Listen   | Erststimmen | Erststimmen | Zweitstimmen | Zweitstimmen |
| Kandidaten              | Kandidaten                         | Parteien/Listen   | Stimmen     | %           | Stimmen      | %            |
| ----------------------- | ---------------------------------- | ----------------- | ----------- | ----------- | ------------ | ------------ |
|                         | Wolfgang Schwabe                   | SPD               | 37.933      | 36,8        | 36.771       | 36,0         |
|                         | Heinrich von Brentanogewählt im WK | CDU               | 52.213      | 50,6        | 50.211       | 49,2         |
|                         | Kurt Zeilfelder                    | FDP               | 7.380       | 7,2         | 7.497        | 7,3          |
|                         | Anton Jatsch                       | GB/BHE            | 4.586       | 4,4         | 5.050        | 4,9          |
|                         | –                                  | DP                | –           | –           | 1.453        | 1,4          |
|                         | –                                  | BdD               | –           | –           | 124          | 0,1          |
|                         | Otto Nitsch                        | DRP               | 1.000       | 1,0         | 1.020        | 1,0          |
| Gesamt                  | Gesamt                             | Gesamt            | 103.112     | 100         | 102.126      | 100          |
|                         |                                    |                   |             |             |              |              |
| Ungültige Stimmen       | Ungültige Stimmen                  | Ungültige Stimmen | 4.136       | 3,9         | 5.122        | 4,8          |
| Wähler                  | Wähler                             | Wähler            | 107.248     | 90,3        | 107.248      | 90,3         |
| Wahlberechtigte         | Wahlberechtigte                    | Wahlberechtigte   | 118.759     |             | 118.759      |              |
|                         |                                    |                   |             |             |              |              |
| Quellen: Staatsanzeiger |                                    |                   |             |             |              |              |

### Bundestagswahl 1949

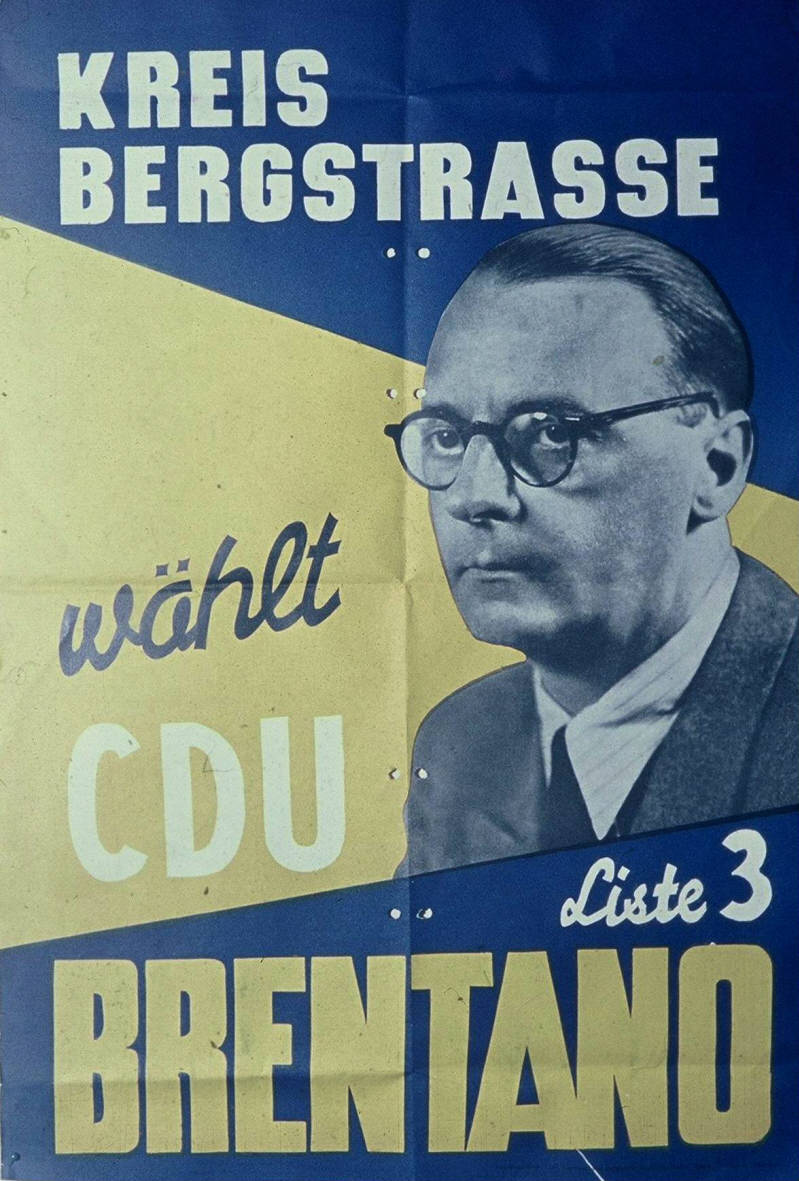
Wahlplakat 1949

| Kandidaten              | Kandidaten            | Parteien          | Stimmen | %    |
| ----------------------- | --------------------- | ----------------- | ------- | ---- |
|                         | Georg Schwebel        | SPD               | 20.869  | 25,8 |
|                         | Heinrich von Brentano | CDU               | 28.555  | 35,3 |
|                         | Eduard Sturm          | FDP               | 16.472  | 20,4 |
|                         | Jakob Zeiß            | KPD               | 6.960   | 8,6  |
|                         | Franz Dewald          | Unabhängiger      | 7.967   | 9,9  |
| Gesamt                  | Gesamt                | Gesamt            | 80.823  | 100  |
|                         |                       |                   |         |      |
| Ungültige Stimmen       | Ungültige Stimmen     | Ungültige Stimmen | 5.346   | 6,2  |
| Wähler                  | Wähler                | Wähler            | 86.169  | 78,2 |
| Wahlberechtigte         | Wahlberechtigte       | Wahlberechtigte   | 110.164 |      |
|                         |                       |                   |         |      |
| Quellen: Staatsanzeiger |                       |                   |         |      |